# Anarthrophyllum patagonicum
Anarthrophyllum patagonicum är en ärtväxtart som beskrevs av Carlos Luis Spegazzini. Anarthrophyllum patagonicum ingår i släktet Anarthrophyllum och familjen ärtväxter. Inga underarter finns listade i Catalogue of Life.